# 323P/SOHO
323P/SOHO, komet Jupiterove obitelji, objekt blizu Zemlje. Predotkriven na snimkama 12. prosinca 1999..